# Corea del Sur en los Juegos Olímpicos de Pyeongchang 2018
Corea del Sur estuvo representada en los Juegos Olímpicos de Pyeongchang 2018 por un total de 123 deportistas, 78 hombres y 45 mujeres, que compitieron en 15 deportes.
Los Juegos fueron los más exitosos en términos de medallas ganadas para Corea del Sur, 17 en total (5 de oro, 8 de plata y 4 de bronce). Esto permitió que Corea del Sur estuviera en el séptimo puesto del medallero.

## Medallistas
El equipo olímpico surcoreano obtuvo las siguientes medallas:
| Nombre                                                            | Deporte                              | Competición                |
| ----------------------------------------------------------------- | ------------------------------------ | -------------------------- |
| Oro                                                               |                                      |                            |
| Lee Seung-Hoon                                                    | Patinaje de velocidad                | Salida en grupo M          |
| Lim Hyo-Jun                                                       | Patinaje de velocidad en pista corta | 1500 m M                   |
| Choi Min-Jeong                                                    | Patinaje de velocidad en pista corta | 1500 m F                   |
| Choi Min-Jeong Kim A-Lang Kim Ye-Jin Lee Yu-Bin Shim Suk-Hee      | Patinaje de velocidad en pista corta | Relevos 3000 m F           |
| Yun Sung-Bin                                                      | Skeleton                             | Individual M               |
| Plata                                                             |                                      |                            |
| Jun Jung-Lin Kim Dong-Hyun Seo Young-Woo Won Yun-Jong             | Bobsleigh                            | Cuádruple M                |
| Kim Eun-jung Kim Kyeong-Ae Kim Seon-Yeong Kim Yeong-Mi Kim Cho-Hi | Curling                              | Equipo F                   |
| Lee Sang-Hwa                                                      | Patinaje de velocidad                | 500 m F                    |
| Kim Bo-Reum                                                       | Patinaje de velocidad                | Salida en grupo F          |
| Cha Min-Kyu                                                       | Patinaje de velocidad                | 500 m M                    |
| Lee Seung-Hoon Chung Jae-Won Kim Min-Seok                         | Patinaje de velocidad                | Persecución por equipos M  |
| Hwang Dae-Heon                                                    | Patinaje de velocidad en pista corta | 500 m M                    |
| Lee Sang-Ho                                                       | Snowboard                            | Eslalon gigante paralelo M |
| Bronce                                                            |                                      |                            |
| Kim Tae-Yun                                                       | Patinaje de velocidad                | 1000 m M                   |
| Kim Min-Seok                                                      | Patinaje de velocidad                | 1500 m M                   |
| Lim Hyo-Jun                                                       | Patinaje de velocidad en pista corta | 500 m M                    |
| Seo Yi-Ra                                                         | Patinaje de velocidad en pista corta | 1000 m M                   |